# De Mazdabende
De Mazdabende (originele titel: Le Gang Mazda) is een stripreeks, bedacht door Darasse en Hislaire. De strip verscheen in stripblad Robbedoes / Spirou. De eerste publicatie van een introductieverhaal van 6 pagina's gebeurde in maart 1987 (Spirou, 2552).
De serie is losjes gebaseerd op waargebeurde avonturen van de striptekenaars Marc Michetz, Bernard Hislaire en Christian Darasse.

## Verhaal
Drie bevriende tekenaars, Marc, Christian en Bernard, besluiten op een dag om samen een atelier op te richten omdat hun eigen studio's niet meer volstaan. Bernard heeft meer ruimte nodig, Marc wil een warmere kamer en Christian zoekt een plaats om te slapen, want hij is thuis buiten gezet. Ze huren (op advies van Christiaans pendel) een veel te grote studio, die vol vuilnis en oude rommel staat. De knappe huisbazin weet hun echter te overtuigen het contract te tekenen. Met de moed der wanhoop en veel werk slagen ze erin om de ruimte om te toveren tot een knap stripatelier. Verder handelen de verhalen meestal over grappen en fratsen die de drie vrienden uithalen. De meeste verhalen beslaan slechts 1 pagina, sommigen 2 à 3 pagina's. De serie eindigde in 1996 met een caféscène, waarin Marc, Christian en Bernard enkele mooie vrouwen wensen te versieren. In 2011 kwam er een eenmalige reünie, verschenen in het Franstalige weekblad Spirou. De bende is inmiddels uit elkaar gevallen door toedoen van de moeder van Marc en omdat Christian inmiddels een relatie heeft met de droomvrouw van Bernard, die dat niet heeft kunnen verkroppen.

## Personages

### Hoofdpersonages
- Marc Michetz: Marc is het meest dynamische lid van de bende. Hij is gepassioneerd door de Japanse cultuur en tekent dan ook verhalen over een Japanse samoeraiheld. Hij lijdt aan slapeloosheid en wordt snel agressief. Van tijd tot tijd breekt hij het hele atelier af. Hij is een echte workaholic en heeft een hekel aan luilakken en tijdverlies. Hierdoor maakt hij vaak ruzie met Christian.
- Bernard Hislaire: Bernard is het type dat zich meer op de achtergrond houdt. In album 1 en 2 tekent hij verhalen over Frommeltje en Viola (een stripreeks die ook in het echt bestaat), vanaf album vijf tekent hij de verhalen van Tristan en Isolde. Hij heeft een erg romantische ziel en reageert vaak erg emotioneel. Hij is een zware kettingroker en probeert soms vergeefs te stoppen.
- Christian Darasse: Christian is de luilak van de bende. Hij woont in het atelier omdat hij uit zijn studio werd gezet. Slechts twee keer in de zeven verhalen (begin album één en midden album twee, waarna hij zijn pagina's kapotscheurt omdat het 1 april is) zie je hem tekenen. Omdat hij nooit werkt, heeft hij ook geen geld waardoor Bernard en Marc hem steeds geld moeten lenen. In album vijf wint hij echter de lotto en kan hij al zijn schulden afbetalen. Hij neemt Bernard en Marc ook ineens mee op vakantie naar Tahiti en huurt vanaf dan ook zijn eigen appartement. Hij is een echte vrouwenversierder en komt daardoor meermaals in de problemen. Hij trouwt in album vier met een deurwaarder (van wie hij slaag krijgt), tot zij omkomt bij een auto-ongeluk.

### Nevenpersonages
- Bemol: De kat van Christian. Zij verschijnt alleen in de eerste drie albums. Marc heeft er een vreselijke hekel aan.
- Natalie: In album drie wordt er al over haar gesproken, maar ze verschijnt pas in album vier. Zij heeft een los-vaste relatie met Bernard. Ze gaan vaak uit elkaar om dan nadien terug een koppel te worden. Tussendoor heeft ze ook een paar avontuurtjes met Christian. Marc kan haar absoluut niet uitstaan en noemt haar weleens "de teef van Matsumoto", de slechterik in zijn verhalen.
- Christine: Zij is een vriendin van Christian. In het eerste en tweede album verschijnt ze sporadisch, in het derde verhaal wordt ze de inkleurster van Bernards nieuwste album en krijgt ze een grotere rol. Tijdens dat album krijgt ze een kindje: Roosje. Haar zwangerschap zorgt voor de nodige grappige problemen in het atelier.
- De uitgever: Van tijd tot tijd moeten de drie vrienden langskomen op de uitgeverij van Dupuis. Aangezien ze altijd achter staan op hun planning, krijgen ze vaak een uitbrander van de uitgever. Hij is een duidelijk overwerkte man, heeft een hekel aan roken en wordt snel kwaad. In album zes begint hij een frietkraam en wordt hij op de uitgeverij vervangen door Boss.
- De slager: Christian heeft bij hem een grote schuld uitstaan en probeert hem te allen tijde te vermijden. Maar wanneer hij een relatie begint met diens dochter, wordt dat nogal moeilijk.
- De "brillevent": Ook bij hem heeft Christian nog schulden staan. Hij heeft zijn winkel naast de slager en spreekt met hem af om beurtelings op Christian te wachten. Hij zit dan ook de hele tijd in zijn deur op een stoeltje met een verrekijker en een tweeloop in zijn handen.
- De moeder van Marc: Zij doet pas vanaf het vijfde verhaal haar intrede. Ze is gescheiden van Marc zijn vader en probeert Marc te overbeschermen. Zo mag hij van haar niet naar Tahiti (album vijf) en is ze zo onbeleefd tegen Marc zijn vriendinnetjes, dat Marc er niet in slaagt om een vaste relatie op te bouwen (album zeven)
- Matsumoto: De slechterik in de verhalen van Marc. Hoewel er nooit getoond wordt hoe hij eruit zou zien, wordt er dikwijls over hem gesproken.
- Boss: Verschijnt alleen in album zes. Hij is de vervanger van de uitgever. Hij wil de uitgeverij helemaal veranderen door ze moderner en professioneler te maken. Met Bernard komt hij goed overeen. Met Marc botert het minder en hij ontslaat hem omdat hij diens stripverhalen te gewelddadig vindt. De moeder van Marc weet hem echter te overtuigen Marc weer in dienst te nemen. Hij heeft nadien zijn eigen serie De Boss, getekend door Philippe Bercovici en geschreven door Zidrou.

## Geschiedenis
De auteurs Marc Michetz, Bernard Hislaire en Christian Darasse besluiten om in 1986 samen een atelier te gebruiken boven een Mazdagarage in Elsene. Michetz verlaat het atelier al na 10 maanden, maar de gebeurtenissen laten een sterke indruk na op Darasse, die besluit om er een stripreeks rond te creëren. Hislaire steunt hem in het scenario voor de eerste twee albums. Het derde verhaal werd door Darasse alleen geschreven. Voor de vier volgende werd hij bijgestaan door Tome. Ondanks de humor in de stripverhalen, was de serie niet erg succesvol. Er werd dan ook beslist om na zeven albums te stoppen.

## Verhalen

### Albums
1. De Mazdabende maakt strips (1988)
2. De Mazdabende op het bal (1989)
3. Ukkepuk (1992)
4. De Mazdabende in de wolken (1993)
5. De Mazdabende is op dreef (1993)
6. De Mazdabende slaat op hol (1995)
7. De Mazdabende in vuur en vlam (1996)

### Kort verhaal
- De Mazdabende herrezen (kortverhaal in weekblad Spirou, 3839), 3 pagina's (2011)